# 1343
Het jaar 1343 is het 43e jaar in de 14e eeuw volgens de christelijke jaartelling.

## Gebeurtenissen
- 23 april - Opstand van Sint-Jorisnacht: De Esten in Harria komen massaal in opstand. Ze verwerpen het christendom en vermoorden grote aantallen personen van Duitse afkomst.
- 8 juli - Verdrag van Kalisz: Einde van de Pools-Teutoonse Oorlog. Polen en de Duitse Orde sluiten vrede. Polen geeft zijn aanspraken op Pommerellen en Kulmerland op, maar behoudt Koejavië en het Dobriner Land.
- 3 september - De Universiteit van Pisa wordt gesticht door paus Clemens VI.
- Gajah Mada van Majapahit verovert Bali en Lombok.
- Venlo krijgt stadsrechten.
- De Hanze vestigt een handelspost in Bryggen, de haven van Bergen (Noorwegen).
- De aanleg van de Rotterdamse Schie tussen Rotterdam en Overschie wordt begonnen.

## Opvolging
- kanaat van Chagatai - Muhammad I ibn Pulad opgevolgd door Qazan Khan
- Gelre - Reinoud II opgevolgd door zijn zoon Reinoud III
- Napels - Robert opgevolgd door Johanna I
- Nassau-Siegen - Hendrik I van Nassau-Siegen opgevolgd door zijn zoons Otto II van Nassau-Siegen en Hendrik I van Nassau-Beilstein
- Sawa - Phi Fa opgevolgd door zijn broer Kham Hiao
- Venetië - Andrea Dandolo in opvolging van Bartolomeo Gradenigo

## Geboren
- 24 juni - Johanna van Valois, echtgenote van Karel II van Navarra
- 19 december - Willem I, markgraaf van Meißen en landgraaf van Thüringen
- Chokei, keizer van Japan (1368-1383)
- Thomas Percy, Engels edelman

## Overleden
- na 21 mei - Adelheid van Heinsberg en Blankenberg, Duits edelvrouw
- tussen 13 juli en 14 augustus - Hendrik I van Nassau-Siegen (~73), graaf van Nassau-Siegen (1303-1343)
- september - Filips van Évreux (37), echtgenoot van Johanna II van Navarra
- 12 oktober - Reinoud II (~48), graaf en hertog van Gelre (1326-1343)
- Anna van Habsburg (~25), Duits edelvrouw
- Aymon (~52), graaf van Savoye
- Namkha Legpa (~38), Tibetaans geestelijk leider
- Phi Fa, koning van Sawa
- Willem IV van Horne (~41), Nederlands edelman
- Gijsbrecht van IJsselstein, Nederlands edelman (jaartal bij benadering)
- Marsilius van Padua, Italiaans filosoof (jaartal bij benadering)